# Стара Кріуша
Стара Кріуша (рос. Старая Криуша) — село у Петропавловському районі Воронезької області Російської Федерації.
Населення становить 2544  особи. Входить до складу муніципального утворення Старокріушанське сільське поселення.

## Історія
Населений пункт розташований у межах суцільної української етнічної території, частини Східної Слобожанщини. До Перших визвольних змагань належав до Воронезької губернії.
Згідно із законом від 15 жовтня 2004 року входить до складу муніципального утворення Старокріушанське сільське поселення.

## Населення
| 1959 | 2010  |
| ---- | ----- |
| 5491 | ↘2544 |

## Відомі люди
В Старій Кріуші народився доктор геолого-мінералогічних наук, член-кореспондент АН УРСР Олександр Андрійович Дубянський.